# Seattle Sounders (1994–2008)
För andra betydelser, se Seattle Sounders (olika betydelser).
Seattle Sounders var en professionell fotbollsklubb i Seattle i Washington i USA som spelade i olika proffsligor 1994–2008.
Klubben, som tog sitt namn efter Seattle Sounders som spelade i North American Soccer League (NASL) 1974–1983, spelade ursprungligen i American Professional Soccer League (APSL), vilken bytte namn till A-League 1995. 2005–2008 spelade klubben i USL First Division. Under klubbens två första säsonger, innan Major League Soccer (MLS) kom igång 1996, spelade man i den högsta fotbollsligan i USA och därefter spelade man i den näst högsta.
Klubben vann A-League två gånger, 1995 och 1996, och USL First Division två gånger, 2005 och 2007.
I november 2007 beslutades att Seattle skulle få en klubb i högsta proffsligan MLS, vilket ledde till att Seattle Sounders lades ned. Sista matchen spelades 2008. Den nya MLS-klubben, som började spela 2009, fick namnet Seattle Sounders FC.
En svensk har representerat klubben: Christer Forsberg (2000-talet).

## Kända spelare
- Herculez Gomez
- Marcus Hahnemann